# Jaka Kolenc
Jaka Kolenc (Nova Gorica, 23 febbraio 1994) è un calciatore sloveno, centrocampista del Radomlje.